# نوکیا ۶۶۲۰

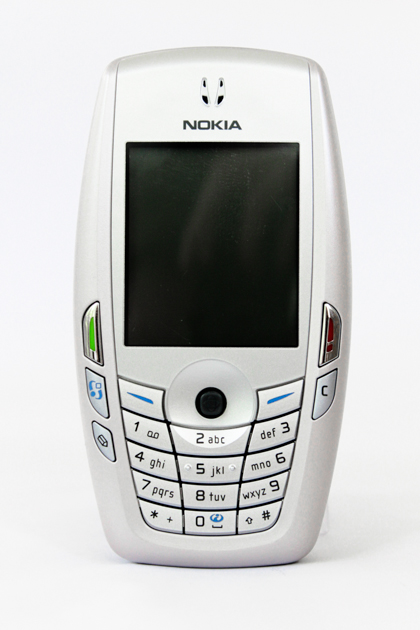
نوکیا 6620 سفید

نوکیا ۶۶۲۰ یک‌نمونه از گوشی‌های تلفن همراه سری ۶۰۰۰ شرکت نوکیا می‌باشد که توسط همین شرکت به بازار عرضه شده‌است.